# Bruce Kendall
Pour les articles homonymes, voir Kendall.
Anthony Bruce Kendall, né le 27 juin 1964 à Papakura (Nouvelle-Zélande), est un véliplanchiste néo-zélandais.

## Biographie
Bruce Kendall remporte la médaille de bronze aux Jeux olympiques d'été de 1984 à Los Angeles. En 1988, il remporte le titre olympique. Il termine quatrième en 1992.
Il est le frère de la véliplanchiste Barbara Kendall.